# Eremoplia inaequalis
Eremoplia inaequalis är en skalbaggsart som beskrevs av Hermann Julius Kolbe 1914. Eremoplia inaequalis ingår i släktet Eremoplia och familjen Melolonthidae. Inga underarter finns listade i Catalogue of Life.